# Maiko Itai
Maiko Itai  (板井 麻衣子?, Itai Maiko) (Prefettura di Ōita, 21 maggio 1984) è una modella giapponese, incoronata Miss Universo Giappone 2010 il 9 marzo (2010).
Itai, è la tredicesima vincitrice del concorso ed ha ricevuto la corona dalle mani della miss uscente, Emiri Miyasaka. In seguito, Maiko Itai ha rappresentato il Giappone a Miss Universo 2010, che si è svolto a Las Vegas il 23 agosto 2010.
Al momento dell'incoronazione, Maiko Itai era una studentessa di lingue presso la Sophia University. La modella parla fluentemente inglese e portoghese, oltre al giapponese.